# John Meredith (peintre)
Pour les articles homonymes, voir John Meredith.
John Meredith, né Smith, né le 24 juillet 1933 à Fergus (en) en Ontario, et mort le 9 septembre 2000 à Toronto, est un peintre canadien.
Il est le frère du peintre William Ronald.

## Biographie
John Meredith est né le 24 juillet 1933 à Fergus en Ontario.
Il commence réellement à peindre vers 1960, lorsque l'expressionnisme est à son apogée.
Il est mort le 9 septembre 2000 à Toronto.

## Récompenses
- Prix Lynch-Staunton en 1971